# Tratado de Porto Seguro
Tratado de Porto Seguro, como é conhecido o Tratado de Amizade, Cooperação e Consulta entre a República Federativa do Brasil e a República Portuguesa, é um tratado que define os princípios gerais pelos quais reger-se-ão as relações entre os dois países. Foi assinado em Porto Seguro no dia 22 de abril de 2000.